# Larva naupli

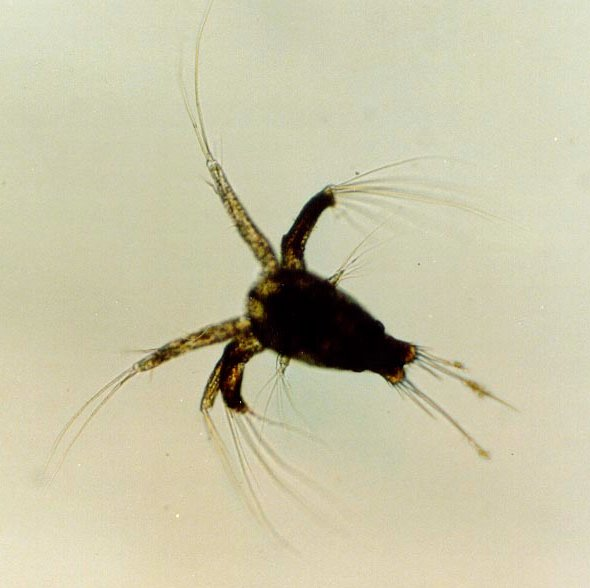
Larva naupli d'un decàpode

Un naupli és la primera larva característica dels crustacis. Posseeix forma piriforme (aproximadament, de pera) i presenta només tres parells d'apèndixs cefàlics: antènules, antenes i mandíbules, amb els quals neda.
Els copèpodes passen per la fase larval de metanaupli que ve després del naupli i precedeix l'estat adult. En la fase de metanaupli la segmentació és ja evident.